# Hrabstwo San Bernardino

Piramida wieku hrabstwa

Hrabstwo San Bernardino (ang. San Bernardino County) – jedno z hrabstw w Kalifornii.  Ma obecnie ponad 2 mln mieszkańców.  Jest największym hrabstwem w Stanach Zjednoczonych według powierzchni.
Południowo-zachodnia część hrabstwa jest gęsto zaludniona, miasta tam leżące wchodzą w skład wielkiej aglomeracji miasta Los Angeles.  Reszta hrabstwa to słabo zaludniona pustynia.
Hrabstwo powstało w 1853, nazwa pochodzi od jego stolicy, miasta San Bernardino.

## Miasta
- Adelanto
- Apple Valley
- Barstow
- Big Bear Lake
- Chino
- Chino Hills
- Colton
- Fontana
- Grand Terrace
- Hesperia
- Highland
- Loma Linda
- Montclair
- Needles
- Ontario
- Rancho Cucamonga
- Redlands
- Rialto
- San Bernardino
- Twentynine Palms
- Upland
- Victorville
- Yucaipa
- Yucca Valley

### CDP
- Baker
- Big Bear City
- Big River
- Bloomington
- Bluewater
- Crestline
- Homestead Valley
- Joshua Tree
- Lake Arrowhead
- Lenwood
- Lucerne Valley
- Lytle Creek
- Mentone
- Morongo Valley
- Mountain View Acres
- Muscoy
- Oak Glen
- Oak Hills
- Phelan
- Piñon Hills
- Running Springs
- San Antonio Heights
- Searles Valley
- Spring Valley Lake
- Silver Lakes
- Wrightwood

## Obszary chronione
- Angeles National Forest (częściowo)
- Park Narodowy Doliny Śmierci (częściowo)
- Havasu National Wildlife Refuge (częściowo)
- Park Narodowy Joshua Tree (częściowo w hrabstwie Riverside)
- Mojave National Preserve
- San Bernardino National Forest (częściowo)

## Szkoły wyższe
- Barstow Community College
- California State University, San Bernardino
- Chaffey College
- Crafton Hills College
- Loma Linda University
- Palo Verde Community College-Needles Campus
- San Bernardino Valley College
- University of Redlands(inne języki)
- Victor Valley College
- University of La Verne

## Znani mieszkańcy
- Wyatt Earp, rewolwerowiec.
- Cuba Gooding, Jr., aktor. Mieszka w Apple Valley.
- Gene Hackman, aktor. Urodzony w San Bernardino.
- Dick i Mac McDonald, założyciele McDonald's.